# Gerhard Keller (Maler)
Gerhard Keller (* 2. Februar 1905 in Düsseldorf; † 1. Juli 1984 in Wachtberg, Rhein-Sieg-Kreis) war ein deutscher Maler und Kunsterzieher.

## Leben
Keller wuchs als Sohn des Akademieprofessors Ludwig Keller und dessen Ehefrau, einer Miniaturmalerin, in Düsseldorf auf. Ab 1923 studierte er Kunst an der Kunstakademie Düsseldorf und von 1929 bis 1933 an der Kunstakademie Berlin. Als staatlich examinierter Kunsterzieher trat er anschließend in den Schuldienst ein. Ab 1939 nahm er als Soldat am Zweiten Weltkrieg teil.
Seine Werke galten bis 1945 als „entartete Kunst“ und gingen verloren. Nach dem Krieg war er wieder Kunstlehrer, von 1955 bis 1975 in Bonn an der Elly-Heuss-Knapp-Schule und im Bad Godesberger Amos-Comenius-Gymnasium. Er lebte zuletzt in Niederbachem.
Seine gegenständliche, später zur Abstraktion tendierende Malerei, die Figuren und Landschaften darstellt, wurde in Deutschland und Frankreich ausgestellt. 2009 erinnerte eine Ausstellung im Haus an der Redoute in Bad Godesberg an ihn. Sein künstlerischer Nachlass wurde größtenteils der Deutschen Stiftung Denkmalschutz überlassen.